# Trichodiadema rogersiae
Trichodiadema rogersiae är en isörtsväxtart som beskrevs av L. Bol. Trichodiadema rogersiae ingår i släktet Trichodiadema och familjen isörtsväxter. Inga underarter finns listade i Catalogue of Life.